# Cristina Moșin
Cristina Moșin (beim Weltschachbund FIDE Cristina Moshina; * 15. November 1982) ist eine moldauische Schachspielerin.
Die U14-Europameisterschaft der weiblichen Jugend konnte sie zweimal gewinnen: 1995 in Verdun und 1996 in Rimavská Sobota. Bei der U16-Weltmeisterschaft der weiblichen Jugend 1998 in Oropesa del Mar wurde sie hinter Wang Yu Zweite. Im Jahr 2000 spielte sie am Spitzenbrett der moldauischen U18-Nationalmannschaft bei der Europameisterschaft im ungarischen Balatonlelle. Die Mannschaft belegte von zwölf Teams den dritten Platz, wobei Cristina Moșin nach Siegen gegen unter anderem Tina Mietzner und Ana Srebrnič eine individuelle Silbermedaille für ihr Ergebnis von fünf Punkten aus sieben Partien erhielt.
Sie trägt seit dem Jahre 2000 den Titel Internationaler Meister der Frauen (WIM). Ihre Elo-Zahl beträgt 2208 (Stand: Mai 2018). Damit läge sie hinter Diana Baciu und Marina Sheremetieva auf dem dritten Platz der moldauischen Frauenrangliste, wird jedoch als inaktiv geführt, da sie seit dem Spring Festival WGM in Bukarest im März 2003 keine gewertete Schachpartie mehr gespielt hat. Ihre höchste Elo-Zahl war 2271 im Juli 2002.